# أبوري
أبوري (بالبرتغالية: Aporé‏) هي بلدية تقع في البرازيل في غوياس.[بحاجة لمصدر] يقدر عدد سكانها بـ 3,554 نسمة ومساحتها 2,909 كم2 وترتفع عن سطح البحر 538 متر.